# Pont Aubert
Der Pont Aubert ist ein Fluss in Frankreich, der im Département Corrèze in der Region Nouvelle-Aquitaine verläuft. Er entspringt  im südwestlichen Gemeindegebiet von Neuvic, entwässert generell in südlicher Richtung und mündet nach rund 18 Kilometern im Gemeindegebiet von Soursac, unterhalb der Talsperre l’Aigle, als rechter Nebenfluss in die Dordogne, die hier die Grenze zum benachbarten Département Cantal bildet. Im nördlichen Gemeindegebiet von Soursac wird der Fluss von einem Aquädukt überquert, welches zu einem weitgehend unterirdischen Kanal gehört, der Wasser vom Fluss Luzège abzweigt und in die Dordogne umleitet.

## Orte am Fluss
(Reihenfolge in Fließrichtung)
- La Chambre, Gemeinde Neuvic
- Junières, Gemeinde Saint-Hilaire-Luc
- Le Giraudeix, Gemeinde Saint-Pantaléon-de-Lapleau
- Ouspert, Gemeinde Latronche
- Soursac
- Le Breuil, Gemeinde Soursac

## Sehenswürdigkeiten
- Cascade du Saut Sali, Wasserfall des Flusses im Gemeindegebiet von Soursac